# 群馬県立土屋文明記念文学館
群馬県立土屋文明記念文学館（ぐんまけんりつつちやぶんめいきねんぶんがくかん）は歌人・土屋文明を顕彰して設立された文学施設。

## 概要
群馬県高崎市の土屋文明の生地近くに1996年（平成4年）7月に開館した。上毛野はにわの里公園北側に位置する。短歌を中心に、群馬県関連の文学資料の収集や、詩歌文学・近代文学の展示を行う。群馬県文学全集や紀要、企画展の図録などの出版も行っている。

## 施設
- 常設展示室

土屋文明の生涯を辿りながら、その文学的歩みや関連する人物、時代などを紹介する。東京都南青山にあった自宅書斎も移築されている。
- 短歌の世界（常設展示室内）

万葉時代から現代までの名歌をミニチュアで紹介
- 映像展示室

万葉集の紹介、土屋文明の紹介などの映像展示
- 特別展示室・企画展示室

各種テーマの特別展示、企画展を実施
- 研修室

和室（1）、研修室（3）、企画展示室（1）が使用出来る。
- その他

ミュージアムショップでは各種書籍、レターセット、絵葉書などを販売
1階ロビーでミニコンサートを行うことがある。
2階レストランは2007年7月現在休業中。

## 概要
- 開館：1996年（平成4年）7月
- 所在地：群馬県高崎市保渡田2000番地（開設時は群馬県群馬郡群馬町保渡田2000番地）
- 開館時間：9:30～17:00（入館は16:30まで）
- 休館日：火曜日（祝日の場合は翌日）
- 常設展示入館料：一般200円、大学生・高校生100円、中学生以下は無料、身体障害者手帳、療育手帳または精神障害者手帳の交付を受けた者及びその介護者1名は無料
- アクセス：関越自動車道・前橋ICから約10分。JR高崎駅からタクシーで約30分、バスで約25分。JR前橋駅からバスで約30分。